# 中國即將崩潰
《中國即將崩潰》（英語：The Coming Collapse of China）是2001年美籍華人作家章家敦發表的著作，英文版在2001年8月由兰登书屋發行，中文版在2002年由台湾雅言文化發行，是跟当时看好中国大陆经济前景的樂觀著作成對比的聳動預言，預言中華人民共和國社會體制因種種問題而將在少至五年、大至十年內（即2011年之前）崩潰，稱為「中國崩潰論」。跟日本政治学者中嶋嶺雄的「中國分裂論」論點相近。

## 背景
中国崩溃论的相反是中国威胁论，如前德国驻华大使賽康德曾著书称中国为21世纪“东山再起的超级大国”。

## 内容
在2001年8月出版的《中国即将崩溃》英文版中，章家敦断言：“中国现行的政治和经济制度，最多只能维持5年……中国的经济正在衰退、并开始崩溃，时间会在2008年北京奥运会之前、而不是之后！”2003年4月2日，章家敦說，他從律師躍身成為作家，就是因為他特殊的出身背景讓他用不同角度看中國大陸，「我從來沒說我是中國大陸專家。我所做的是用不同的觀點看中國大陸，和那些中國大陸觀察家很不一樣。」
2002年2月2日，章家敦在《中國時報》發表文章，說：「在入世（加入世界貿易組織）前，中國政府能夠控制貿易的交流；但入世後，北京再也沒有偌大的權柄去操控國境外的商業交易。......欲知中國出口業的未來，只需問個簡單的問題：九一一（事件）之後全球消費者裹足不前，中國貨物要外銷到何處？這只是個普通常識：世界上其他國家的經濟衰退之際，中國是不可能增加出口的。......出口一旦呈現衰退之勢，貿易赤字亦將隨之而來。......貿易實績每下愈況，自然會對經濟成長率造成衝擊。......有些專家預測今後多年外商投資項目將如雨後春筍般紛紛冒出，但他們忽略了：中國正苦於通貨緊縮，除了電訊業，各個主要產業的市場皆已生產過剩，偏偏中國的產能過剩正逢上世界各國也產能過剩。......北京的官員目前尚能維繫其統治，不過情勢已開始脫離掌控。中共最愛說，新世紀將是中國人的世紀；然而事實擺在我們眼前，這一世紀屬於北京政權的部分不會長久，頂多十年罷了。」
起初幾年後崩潰的預言沒有實現後，他就堅稱中國將在2011年崩潰，而就在2011年快要結束的時候，他承認自己當初的預測是錯誤的，但是他卻說預言是正確的，只是時間點不對。章家敦還表示中國正處於「新的網絡泡沫」中，並補充說中國的快速增長與各種內部因素相矛盾，將不能持久。2011年12月29日，章家敦在《外交政策》上寫道︰「強大的中國共產黨將在2012年倒下，而不是2011年。我賭他一把。」2012年結束後，他的預言再次被證明是錯誤的。《外交政策》因此連續2年（2011年及2012年），把章家敦的中國崩潰論列為「年度最糟糕的10項預測」。
2011年12月29日，章家敦在美國《外交政策》雜誌發表文章〈中國即將崩潰：2012年版〉，他在文中說，有利中國經濟的國內因素和國際環境已變，中國經濟可能步上日本式持久經濟衰退、甚至經濟崩潰，而且社會抗議活動激增、愈來愈暴力，2012年的中國很可能發生失控而迅速蔓延開來的動亂事件；而中國共產黨正開始新一輪將持續數年的政權交班期，更加無力應對日前的連串重大挑戰；他預測，中國很可能出現突尼斯和埃及這樣的人民革命，中共的垮台就在2012年。
2013年，章家敦受福斯財經網訪問，他指在6個月內中國將會崩潰。
2013年3月7日，章家敦在给英国《金融时报》撰写的文章中改变论调，称：“因此，中国处于一个新的超级周期，而这次则是下行周期……换言之，他们（中国政府）不再能够顺风而行；展望未来，他们将必须在逆境中取得成功。……有关中国经济的最大‘不实之言’就是，服务业发展带来的消费增加，将成为今年中国经济增长的主要动力；不幸的是，事实可能正好相反。”
2014年3月16日，章家敦美國《福布斯》网站發表文章，他認為，中国经济衰退、无法负担持續增長的军费，會導致北京當局領導人鋌而走險发动侵略战争。
2014年8月25日，章家敦在《福布斯》网站發表文章，宣稱：「7月份的经济低迷告诉我们，总理（中華人民共和國國務院總理李克强）可能已经用完了可行的方案；自1976年以来从未中断过增长（根据中国国家统计局的数据）的中国经济，终于耗尽了力量。即使在半计划型经济中，市场的力量也总是会在最后胜出。所有的国家最终都要尝到经济周期终结带来的痛苦。这就是中国现在的情况。」
2015年3月14日，世界台灣人大會與台灣國家聯盟合辦的「海內外台灣國是會議」請來章家敦演講〈抵抗中國霸權〉，章家敦說，中國的經濟正在快速沉淪，不論成長率是0%還是7%都無關緊要，即便中國如同自己宣稱的成長快速也還是不夠，因為這個國家累積債務的速度遠高於其經濟成長率，中國債務每年以15%或20%、甚至更高的速度在成長，中國的債務危機一定會發生；綜觀歷史，中國歷代政權都是由外向內崩解，幾無例外；而中國現在正失去對周邊的控制，中國對於位處國境之西的西藏自治區與新疆自治區正逐漸失去掌控力，過去五年在香港特別行政區也看到北京當局政策極度失敗的例子；中國的好戰反而給台灣加入國際社會的出口，很快地國際社會將不再視台灣為棄兒；想以武力重劃東亞與南亞版圖的是北京當局，中國威脅她的鄰國，結果助長對抗她的國家形成聯盟，也幫助台灣得到一群朋友。
2015年5月25日，章家敦在《福布斯》网站發表文章，宣稱「中国政府刚启动了一轮加大力度的政府支出计划，而且最终很可能升级为眼下全球规模最大的经济刺激举措......如果获得成功的话，那么最多也只能赢得一年靠债务驱动的经济增长；如果失败了，那么几乎所有的经济灾难都会降临，或许到今年第四季度之前就会发生」。
2015年5月25日，章家敦在《野兽日报》發表文章，宣称南海有可能成为下一个爆发严重武装冲突的「大战区」（Great War Zone）。同月26日，在美国空军协会（Air Force Association）举行的一次研讨会上，章家敦对美国之音記者说，中国在南海毫无退缩之意，现在离美国采取行动的时间恐怕不会太远，“时间框架是现在时。美国海军显然在测试中国声称对南中国海拥有独家主权的说法。我们必须这样做，因为：两百年来，如果说有某项美国外交政策始终不变，这就是捍卫自由航行权。中国目前在这一点上侵犯了美国权利，我认为美国大概会很快采取行动。”
2016年，他再次預言中國將在2016年至2017年間倒台。
2016年10月18日，章家敦在《國家利益》2016年11、12月號發表文章〈向台灣說哈囉〉（Say Hello to Taiwan）宣稱，中國在未來數十年內並不會發展成為芝加哥大學教授約翰·米爾斯海默所預期那樣強大的國家，中國的勢力已經達到最高峰、將會下滑，台灣與其友人加起來會變得更強。

## 版本
- 英文版：章家敦著，藍燈書屋2001年8月初版，ISBN 0812977564。
- 中文版：章家敦著，侯思嘉、閻紀宇譯，雅言文化2002年3月初版，時報文化總經銷，ISBN 986-80180-0-5。

## 評價
對於《中國即將崩潰》的分析，有很多包括台灣的學者和美國多份報刊都不認同，普遍認為中國大陸的經濟金融問題不會那麼容易導致政治崩解。

### 報刊評論
- 《商業周刊》評，「這本書雖然正確地點出中共當局所面臨的一連串潛在問題，然而對民眾必將起而反抗的心態有錯誤的評估」，評估錯誤的原因是：儘管大部份的中國大陸民眾對中共有諸多抱怨，但他們更害怕政府垮台帶來的動盪不安[18]。
- 《時代雜誌》評，「作者對中國大陸的經濟問題簡明地做了一番整理；但是對中共政權滅亡的時間和民眾反抗情境所做的精確預設，將受到嘲弄。」[18]
- 《華盛頓郵報》評，其他中國大陸觀察家並不支持這本書的看法，不認為中共政權會很快滅亡；但即使是中共黨內，也普遍擔憂，中國大陸加入世界貿易組織會以預料不到的方式動搖中共政權：例如當時中華人民共和國國務院總理朱鎔基曾在一項東南亞領袖會議中，向隨行的中國大陸記者說「除了我，每一個人都對加入世貿組織感到非常高興」，尤其擔憂幾千萬個由於降低外國農產品進口關稅而即將失業的中國大陸農民[18]。
- 2015年12月21日，《金融時報》亞洲版主編戴維·皮林（David Pilling）評，中國崩潰論的結論“内在压力将导致社会混乱并使经济崩溃”只是一厢情愿的想法，低估中共在改善数亿中国人实际生活水平方面取得的成就，也低估中国爱国主义宣传的力量；以中国大陆人口规模，如果中国人的生活水平只达到美国人的一半，中国的经济规模将是美国的两倍，耶鲁大学教授保罗·肯尼迪的書《大国的兴衰》指出，中国的军事与外交实力将随之提升，「那些寻找中国经济裂隙的人将会有大量发现，那些幻想『中国威胁即将消失』的人将会感到失望」[19]。

### 學者評論
- 政治評論家南方朔[20]、輔仁大學歷史學系教授尹章義[21]、德国外交政策学会研究所所长桑德·施耐德[22]、《富比士》网站刊登著名经济事务评论人埃蒙·芬格尔顿（Eamonn Fingleton）的一篇专栏文章，他认为，中國崩潰論是中華人民共和國政府自己故意弄出来麻痹美国政府的，目的是使美国政府不能及时制止中国的贸易欺诈和知识产权窃取行为[23]。
- 日本参议院议员田村耕太郎在PHP研究所出版的著作《转向亚洲》（アジア・シフトのすすめ）中写道，在日本到处存在“中国经济崩溃论”，但他举家移民新加坡后没有遇到一个人说这种话；非但如此，绝大多数人都说“今后20年，中国经济将顺利成长”[24]。
- 2015年4月2日，美國乔治华盛顿大学教授沈大伟說，他曾說中共在中國的統治已開始進入“殘局（endgame）”，他預測的是中共的“延長式衰落”，這與中國崩潰論是兩碼事，“請別把我當作是與章家敦一夥的（Please don't put me in Gordon Chang's camp），我對中共的分析比他的要細緻複雜得多”[25]。
- 美國律師勞倫斯·布拉姆（Laurence J. Brahm）的著作《中國的世紀》[26]、台灣專欄作家閻驊[27]、北京大學國際金融研究中心研究員陶在樸[28]、《金融时报》專欄作家吉迪恩·拉赫曼（Gideon Rachman）[29]、中国人民大学重阳金融研究院执行院长王文[30]、前澳洲總理陆克文在战略与国际研究中心”[31]、國立政治大學國際關係研究中心美國與歐洲研究所研究員嚴震生[32]、华东师范大学哲学系教授陈赟[33]等人，都曾批評章家敦的中國崩潰論。
- 2005年11月8日，中國科技大學教授包淳亮說，中國崩潰論的支持者們也許認為，中共政權欺侮台灣、鎮壓法輪功、欺貧媚富、貪污腐敗、專制落後，因此他們對中共政權的批評永遠立足於道德高地，「這個高地甚至已突出於雲端，乃至於無須審視現實」；出於對中共政權的厭惡，而不惜期望數億中國人隨著中國崩潰而流離失所、饑饉而亡，這是多麼痛苦、多麼可怕的意識形態，令人質疑在如此的情緒下是否真能「結出道德的果實」[34]。
- 2006年9月中，桑德·施耐德在汉堡峰会中說，谈到中国的时候，「所有我们学过的有关共产主义体制的知识都是一钱不值」，中国现在当政的是一批工作效率极高的政治精英；中国的领导人们在过去25年里使拥有众多问题的这个大国保持稳定，「这是很了不起的」，欧洲人必须表示敬佩；德国、欧洲开始实现经济腾飞的时候未曾想到民主，「民主不是前提、而是结果」；每个人的脑中都有一个「中国的形象」，但这形象「更多反映的是持有这一形象的人，跟现实中的中国没有任何关系」[35]。
- 2008年5月，台灣左統人士陳明忠說，台灣一直認為中國大陸比台灣差，實際上中國大陸現在已經發展起來了，中國崛起已是不容否認的事實，「現在美國的問題並不比中國少，現在也再沒有人講中國崩潰論了」[36]。
- 2012年12月21日，《外交政策》網站發文列舉2012年十大最糟預測，《中國即將崩潰》名列第十名[37]。
- 2015年11月20日，卡内基国际和平基金会副会长包道格在《大公报》的专访中說，西方主流学者和智库持续误判中国，已经成为西方学者反思的内容之一，“中国崩溃论已成笑料”[38]。
- 2016年12月，布魯金斯學會約翰·桑頓中國中心（John L. Thornton China Center）主任李成說，中國崩潰論實現的可能性是很小的，「中共能成功地清除薄熙來、周永康、令計劃、徐才厚和郭伯雄，就反應出中國政治體制的韌性和修復能力」[39]。

### 企業界評論
- 2003年4月25日，百人會2003年年會開設「中國的機會與市場的發展」討論會，章家敦應邀擔任主講人[40]，原本是對頭的索羅斯基金管理公司董事長兼執行長馬克·史瓦茲（Mark Schwartz）、摩根史坦利亞洲榮譽董事長傑克·華沃茲（Jack S. Wadsworth）與《風險資本主義者》作者吉姆·羅傑斯（Jim Rogers）聯合圍剿章家敦，馬克·史瓦茲以其華爾街老江湖的經驗當面駁斥章家敦「你的中國崩潰論，只在你的書中存在，不存在于現實的中國」[41][42]。